# Børn og voksne i kærlig krans
Sang omkring Juletræet, også kendt som Børn og voksne i kærlig krans efter den første linje, er en julesang, der stammer fra skuespillet Nøddebo Præstegård. 
Teksten er af Elith Reumert og musikken af J.P.E. Hartmann. Den blev skrevet og komponeret til skuespillet Nøddebo Præstegård,
der havde urpremiere 2. juledag 1888 på Folketeatret i København.